# Protocyon tarijensis
Protocyon tarijensis (antes Theriodictis tarijensis) es una especie de cánido extinto de gran tamaño, que vivió en América del Sur durante el Pleistoceno, de 1 Ma a 11.000 años atrás.

## Taxonomía
Protocyon fue descrito por Christian Gottfried Giebel en el año 1855.
Protocyon tarijensis había sido referida antes a otro género: Theriodictis: Theriodictis tarijensis.

## Distribución
Sus restos fósiles se limitan a América del Sur con especímenes descubiertos en el Pleistoceno medio de Tarija en el sur de Bolivia.

## Hábitat y comportamiento
Protocyon tarijensis habitaban en praderas de América del Sur a finales del Pleistoceno. Los análisis paleocológicos sobre la base del estudio de índices morfométricos y variables cualitativas indican que fue un taxón de hábitos hipercarnívoros, y que perseguían activamente y capturaban mamíferos de mediano a gran porte con una masa de entre 50 y 300 kg. Deben haber depredado principalmente a los numerosos cérvidos, caballos, camélidos, y pecaríes que habitaban en esas regiones de América del Sur durante ese periodo. Tal vez también incluso capturaron a ejemplares jóvenes de especies de mayor tamaño.

## Características
Se estimaron pesos para los ejemplares adultos de Protocyon tarijensis en el orden de los 30 a 35 kg. Estudios paleocológicos de la fauna del tramo final del Lujanense relacionan la extinción de varios mamíferos con tamaños mayores a los 100 kg y la desaparición de este gran cánido hipercarnívoro.

## Relaciones filogenéticas
El análisis filogenético corroboró la inclusión Protocyon en el clado de los cánidos sudamericanos, junto con los géneros: Theriodictis y Chrysocyon.

## Especies emparentadas
Protocyon scagliorum está relacionada con las otras 2 especies que integran el género Protocyon:
- Protocyon troglodytes, la cual incluye también a Protocyon orcesi. Habitó en Brasil y Ecuador.
- Protocyon scagliorum (antes: Protocyon scagliarum). Habitó en la Argentina.